# Conescharellina pala
Conescharellina pala är en mossdjursart som beskrevs av Gordon 1989. Conescharellina pala ingår i släktet Conescharellina och familjen Biporidae. Inga underarter finns listade i Catalogue of Life.